# Nola melanogramma
Nola melanogramma är en fjärilsart som beskrevs av George Francis Hampson 1900. Nola melanogramma ingår i släktet Nola och familjen trågspinnare. Inga underarter finns listade i Catalogue of Life.

## Bildgalleri

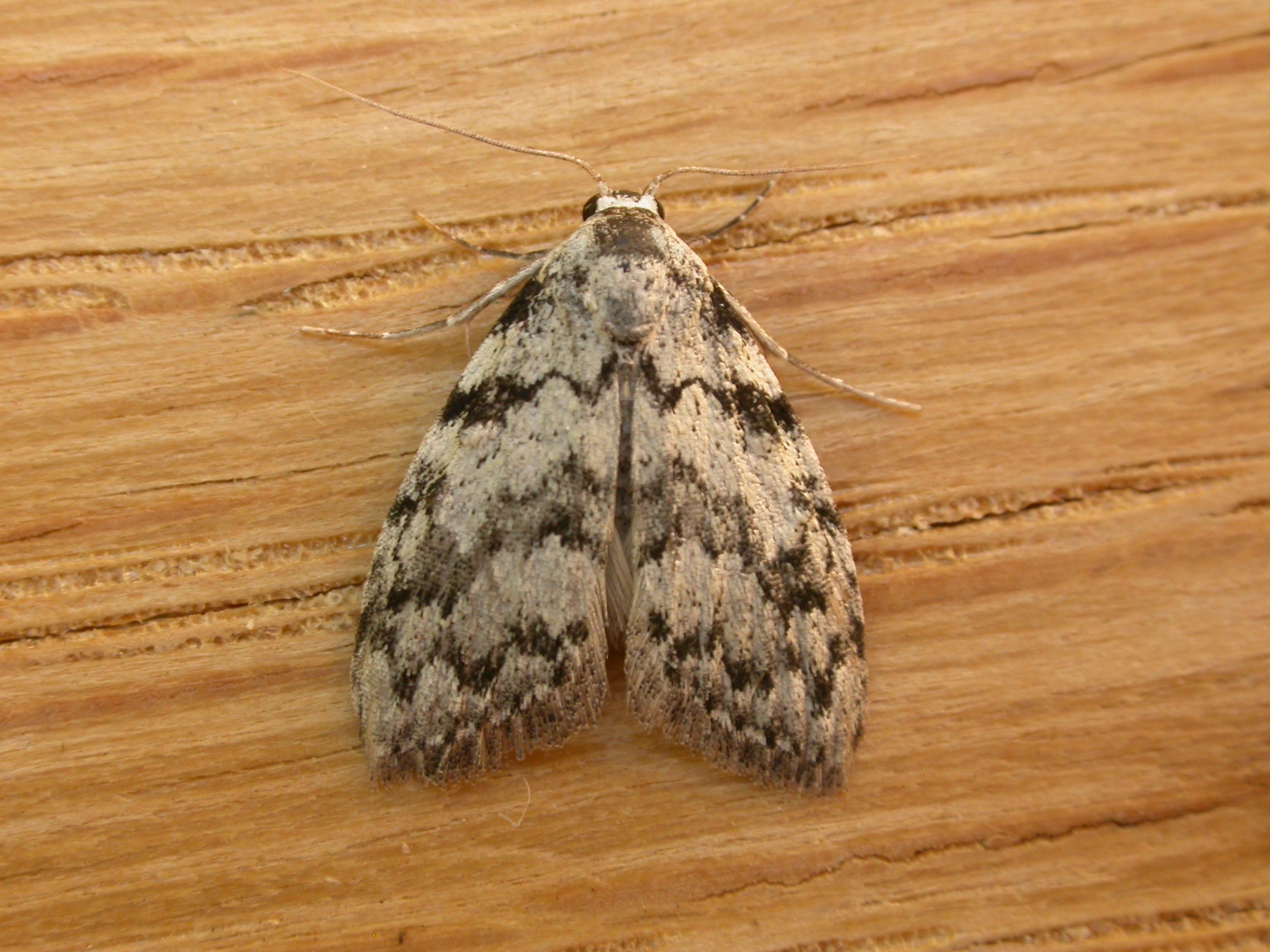